# Cleora inaequipicta
Cleora inaequipicta är en fjärilsart som beskrevs av Louis Beethoven Prout 1921. Cleora inaequipicta ingår i släktet Cleora och familjen mätare. Inga underarter finns listade i Catalogue of Life.